# Пречистая Гора
Пречистая Гора — село в Юрьев-Польском районе Владимирской области России, входит в состав Небыловского сельского поселения.

## География
Село расположено на берегу речки Тома в 10 км на юго-запад от центра поселения села Небылое и в 35 км на юго-восток от райцентра города Юрьев-Польский.

## История
Годов двести тому назад существовал здесь Покровский женский монастырь; время его основания и упразднения неизвестно. В 30-х годах XIX столетия на месте бывшего монастырского храма стояла деревянная часовня с древними иконами; но в показанных годах часовня сгорела со всеми иконами, кроме двух: Воскресения Христова и Боголюбивой Божией Матери. 
1857 год. Пречистовка, деревня казенная: число дворов – 52; число душ по 8 ревизии: мужского пола – 157, женского пола – 168; число душ по 9 ревизии: мужского пола – 151, женского пола – 183; действительное население: мужского пола – 155, женского пола – 389; занимаются хлебопашеством. 2 ветряные мельницы.. Церковь в честь Покрова Пресвятой Богородицы была построена в 1869-70 годах усердием крестьян Пречистой Горы и деревни Кобелихи. Престолов в ней три: в холодной – в честь Покрова Пресвятой Богородицы, в теплой – в честь великомученика Георгия и святых Константина и Елены. В 1896 году приход состоял из села и деревни Кобелихи, всех дворов в приходе 192, душ мужского пола 557, женского — 606. С 1869 года в селе существовала церковно-приходская школа.
В конце XIX — начале XX века село входило в состав Чековской волости Владимирского уезда.
С 1929 года село входило в состав Чековского сельсовета Юрьев-Польского района, с 1935 года — Небыловского района, с 1965 года — в составе Краснозареченского сельсовета Юрьев-Польского района.

## Население
| 1859 | 1905 | 1926 | 2002 | 2010 | 2021 |
| ---- | ---- | ---- | ---- | ---- | ---- |
| 378  | ↗557 | ↗591 | ↘37  | ↘30  | ↗60  |

## Достопримечательности
В селе находится полуразрушенная Церковь Покрова Пресвятой Богородицы (1869).

## Известные уроженцы села
- Валентина Егоровна Матвеева - Герой Социалистического Труда. Прядильщица Ореховского хлопчатобумажного комбината имени Николаевой Министерства лёгкой промышленности РСФСР, Московская область.